# George Ainsley
George Edward Ainsley (né le 15 avril 1915 à South Shields et mort en avril 1985 à Leeds) était un footballeur et entraîneur anglais.

## Biographie
En tant que joueur, George Ainsley fut attaquant. Il commença dans sa ville natale au South Shields St. Andrews, puis alla à Sunderland AFC, remportant au passage le championnat d'Angleterre en 1936, seul titre à son palmarès. Il fit ensuite une demi-saison à Bolton et part ensuite à Leeds United, en ne remportant rien.
Il entama une carrière d'entraîneur en Norvège avec le club du SK Brann, puis dirigea les sélections ghanéennes, pakistanaises et israéliennes, puis revint en Angleterre avec le club de Workington AFC, en D3 anglaise et finit sa carrière en France, l'espace de quelques mois à l'USL Dunkerque. Il ne remporta rien en tant qu'entraîneur.

## Clubs

### En tant que joueur
- 19??-1932 :  South Shields St. Andrews
- 1932-1936 :  Sunderland AFC
- août-décembre 1936 :  Bolton Wanderers FC
- décembre 1936-1947 :  Leeds United FC
- 1947-1949 :  Bradford Park Avenue FC

### En tant qu'entraîneur
- 1955 :  SK Brann
- 1958-1959 :  Ghana
- 19??-1962 :  Pakistan
- 1963-1964 :  Israël
- 1965-1966 :  Workington AFC
- 1971 :  USL Dunkerque

## Palmarès
- Championnat d'Angleterre de football
  - Champion en 1936
  - Vice-champion en 1935